# Jean-Michel M'Bono
Jean-Michel M'Bono (Brazzaville, Congo francés, 27 de enero de 1946) es un exfutbolista y dirigente deportivo de República del Congo que jugó en la posición de delantero.

## Carrera

### Club
| Periodo   | Club                    |
| --------- | ----------------------- |
| 1960-1962 | Caïman Brazzaville      |
| 1962-1963 | AS Dragons Pointe-Noire |
| 1963–1976 | Étoile du Congo         |

### Selección nacional
Jugó para Congo en 8 ocasiones de 1972 a 1974 y anotó cuatro goles, todos ellos en la Copa Africana de Naciones 1972 de donde salió campeón.

## Tras el retiro
Al retirarse como futbolista pasó a estudiar administración de empresas, y llegó a ser presidente de la Federación Congoleña de Fútbol en 2010.

## Logros

### Club
- Primera División del Congo (1): 1967.

### Selección nacional
- Copa Africana de Naciones (1): 1972.

### Individual
- Bota de Oro Africana en 1972.[3]